# Charlot et Fatty font la bombe
Pour plus de détails, voir Fiche technique et Distribution.
Charlot et Fatty font la bombe (titre original : The Rounders) est une comédie burlesque américaine de Charlie Chaplin, sortie le 7 septembre 1914.

## Synopsis
Deux hommes, M. Full et M. Fuller, rentrent à l'hôtel ivres, et doivent faire face à leurs épouses en colère. Ils décident alors de fuir. Ils arrivent dans un restaurant et sèment le trouble en se couchant pour dormir et en renversant une table. Les deux épouses, parties à leur poursuite, finissent par les retrouver. Une nouvelle fois, les deux compères s'enfuient. Ils se dirigent cette fois-ci en direction du parc où ils volent une barque et s'installent au milieu du lac pour pouvoir tranquillement faire une sieste. Mais la barque est percée et coule, emportant avec elle les deux ivrognes endormis.

## Fiche technique
- Titre : Charlot et Fatty font la bombe
- Titre original : The Rounders
- Réalisation : Charles Chaplin
- Scénario : Charles Chaplin
- Photographie : Frank D. Williams
- Producteur : Mack Sennett
- Studio de production : The Keystone Film Company
- Distribution : Mutual Film Corporation
- Pays : États-Unis
- Format : Noir et blanc - 1,37:1 - Format 35 mm
- Langue : film muet intertitres anglais
- Genre : Comédie
- Durée : une bobine
- Date de sortie : 
  - États-Unis : 7 septembre 1914

## Distribution
Source principale de la distribution :
- Charlie Chaplin : M. Full
- Roscoe "Fatty" Arbuckle : M. Fuller
- Phyllis Allen : Mme Full
- Minta Durfee : Mme Fuller
- Al St. John : le garçon d'hôtel
- Jess Dandy : un client du restaurant
- Wallace MacDonald: un client du restaurant
- Charley Chase: un client du restaurant

Reste de la distribution non créditée :
- Cecile Arnold : une cliente de l'hôtel
- Helen Carruthers : une cliente au restaurant
- Dixie Chene : un client au restaurant
- Edward F. Cline : un client de l'hôtel
- Ted Edwards : le policier
- Billy Gilbert : le portier
- William Hauber : le serveur
- Edgar Kennedy : figuration